# Tiban Baru
Tiban Baru is een bestuurslaag in het regentschap Batam van de provincie Riau-archipel, Indonesië. Tiban Baru telt 23.250 inwoners (volkstelling 2010).